# Monte Cauriol
Il monte Cauriòl è una montagna appartenente alla Catena del Lagorai ed è collocato tra la valle del Vanoi e la val di Fiemme nel Trentino orientale. La cima raggiunge la quota di 2494 m s.l.m.

## Accessi
Il monte Cauriol è raggiungibile:

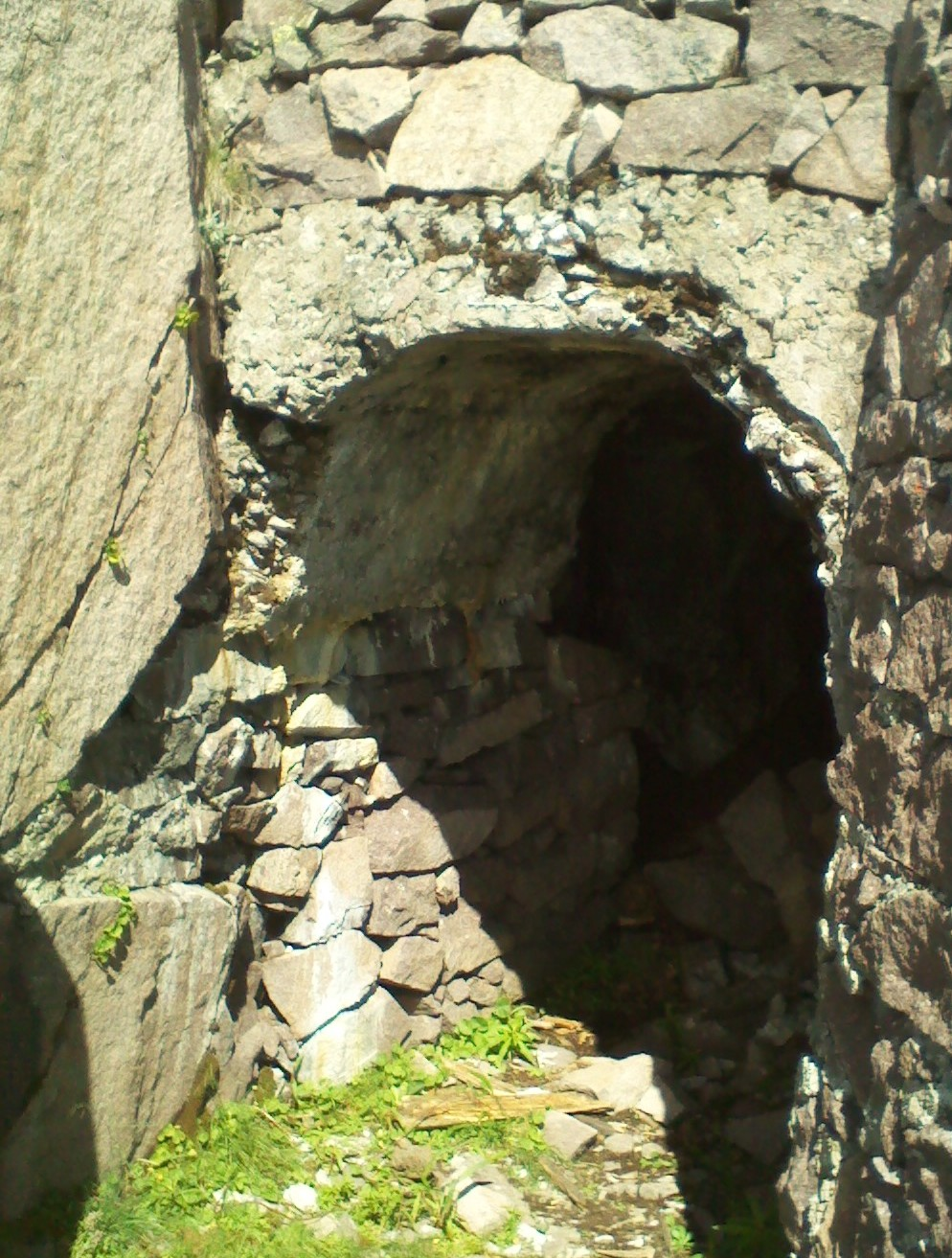
Un cunicolo sul versante meridionale

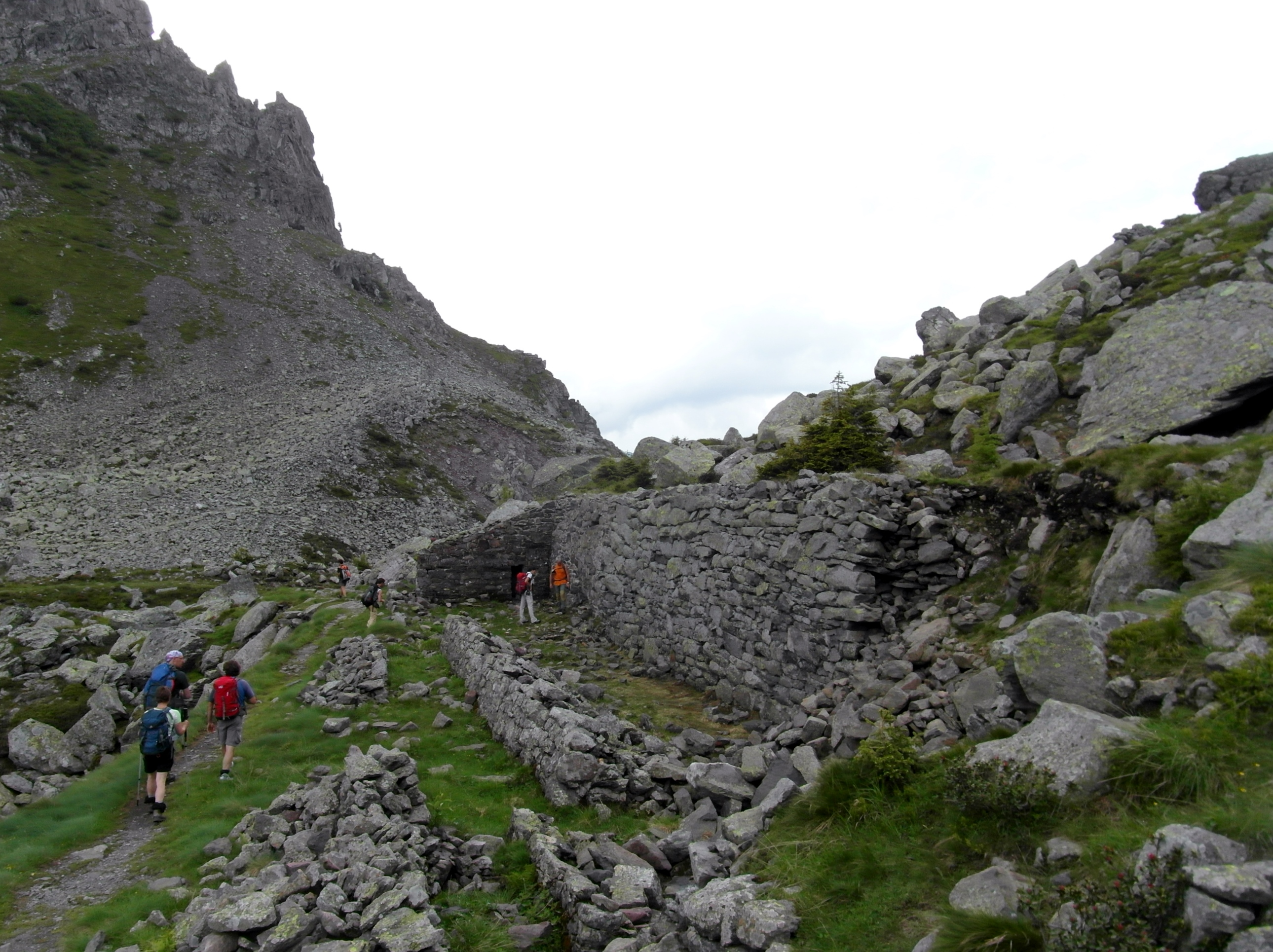
Alcuni resti di baracche al passo Sadole

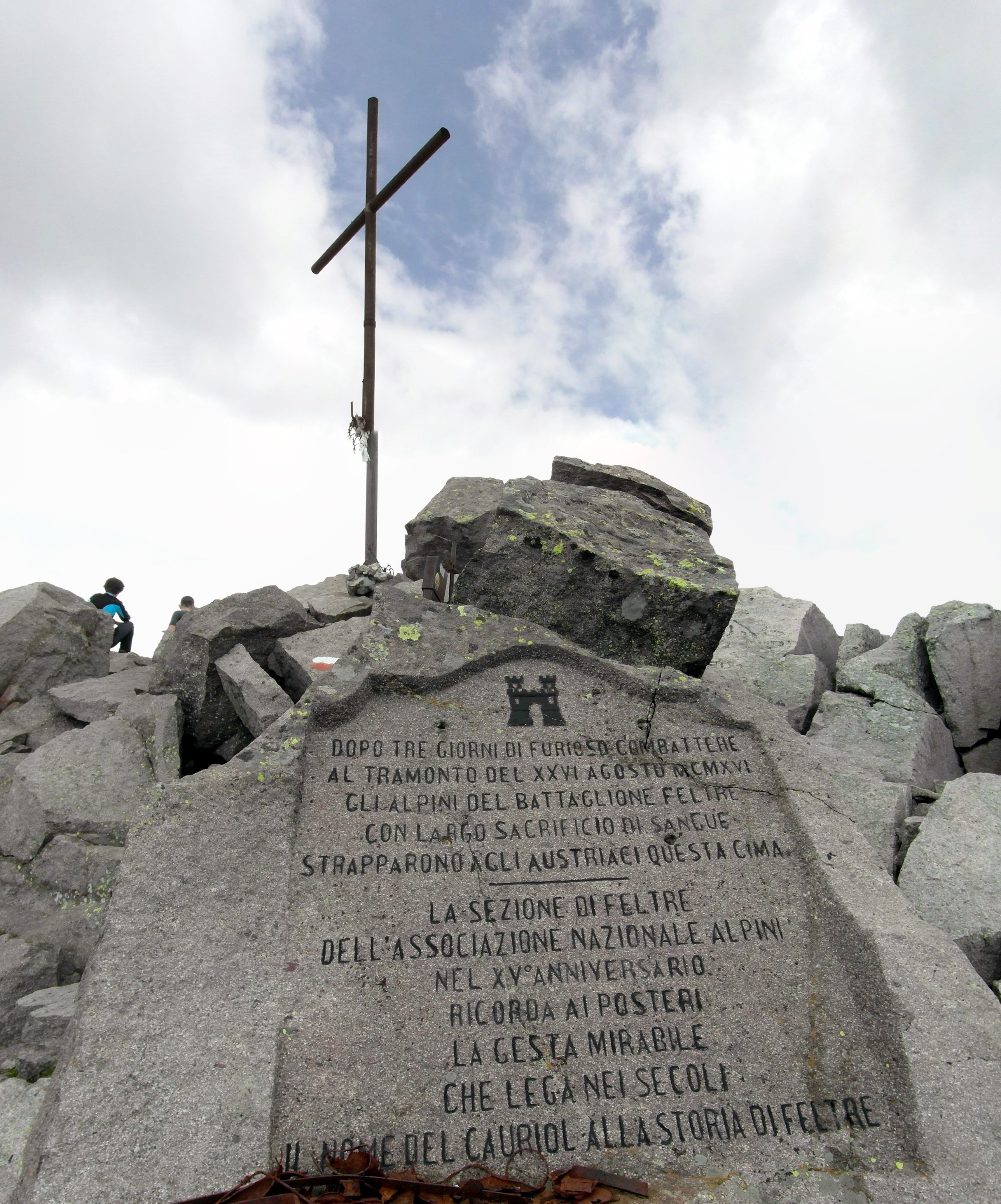
La croce di vetta

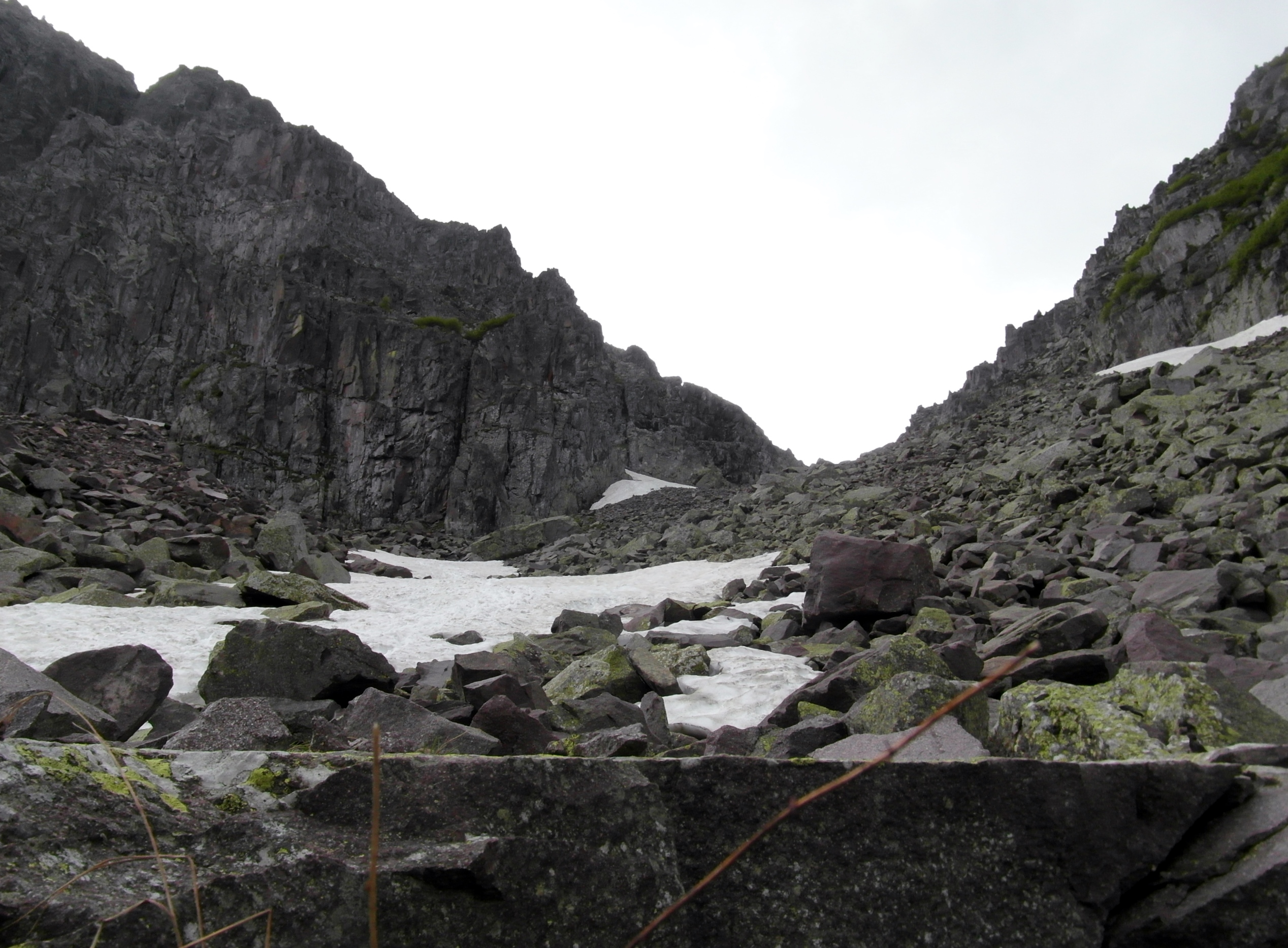
La "via austriaca"

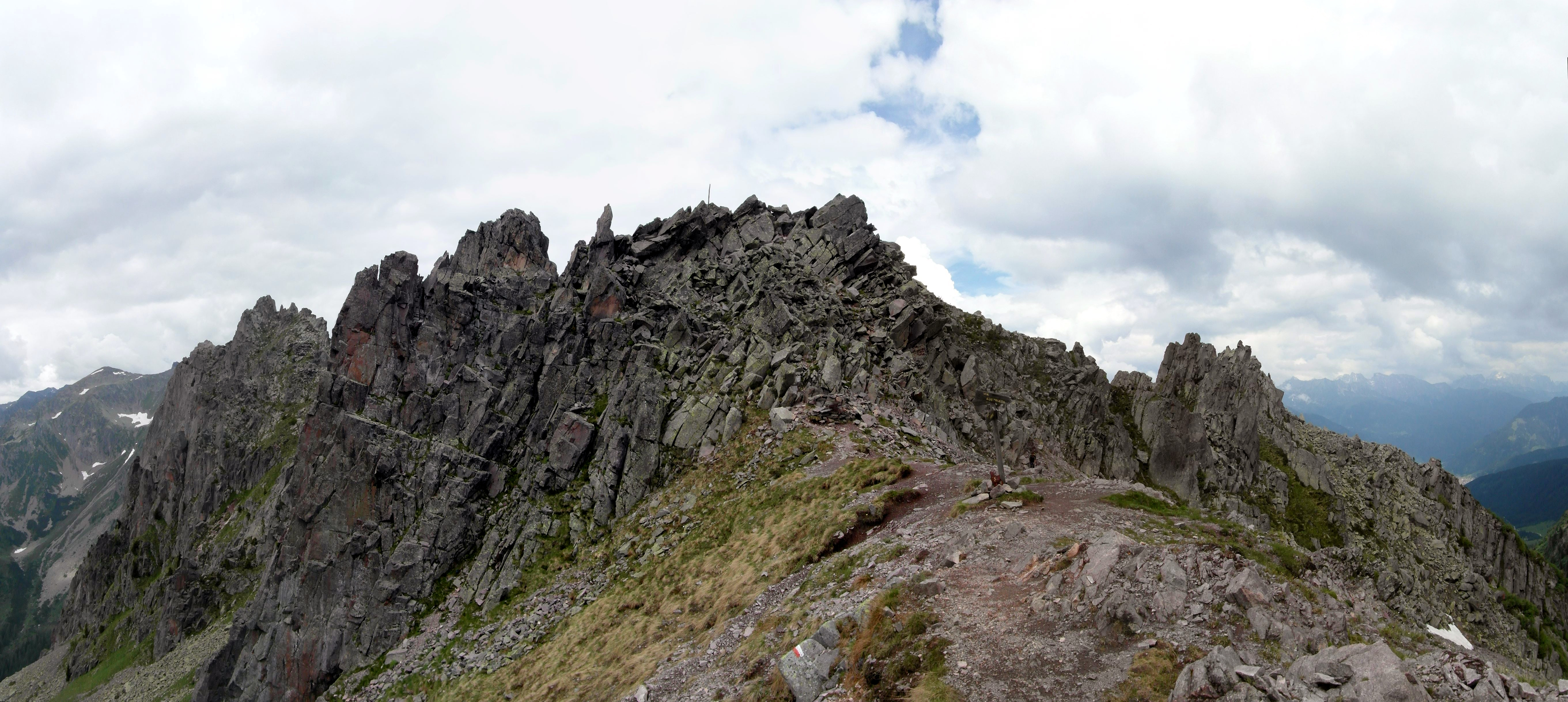
Il Piccolo Cauriol dalla forcella Carteri

- dall'alta valle del Vanoi, attraverso il sentiero che ha origine presso il rifugio Refavaie (1116 m), raggiungibile per strada asfaltata da Caoria;
- altro accesso è invece dal rifugio Cauriol, posto nella val di Sadole, una laterale della val di Fiemme.

Due sono le vie che permettono il raggiungimento della vetta: la "via italiana" che dal passo Sadole, situato ad un'altitudine di 2066 m s.l.m., aggira il Cauriòl piccolo e la "via austriaca" che parte invece un po' sotto al passo, ben piastrellata ai tempi della guerra, attualmente risulta un po' più scoscesa e sassosa. Esse si ricongiungono alla selletta Carteri (2343 m s.l.m.), da cui percorrendo una ripida salita si raggiunge la cima del Cauriòl.
Ascesa alla cima partendo dal passo Sadole, salendo per semplicità lungo la "via italiana". Questa costeggia in senso antiorario il Piccolo Cauriol e porta all'interno della Busa della Neve, dove anche in estate è possibile trovare piccoli cumuli di neve. Da qui si sale per una rapida salita arrivando alla forcella Carteri (2343 m), dove si ritornerà per scendere lungo la "via austriaca". Già da questo punto si notano a sinistra la cima del Piccolo Cauriol e a destra il sentierino che invece conduce alla vetta finale, il monte Cauriol, 2494 m. Nei pressi della croce di vetta si trovano tre targhe che ricordano i caduti di guerra. Oltre a ciò, dalla cima si gode un ottimo panorama a 360 gradi: Latemar, Catinaccio, Sasso Piatto, Sasso Lungo, Gruppo del Sella, Cinque Torri, fino a Cima d'Asta.
Per la discesa, lo stesso sentiero percorso riconduce alla forcella Carteri; da qui si scende verso sinistra, affrontando dapprima una ripida discesa e successivamente una serie di massi rocciosi che negli anni hanno coperto parte del sentiero austriaco. Il sentiero, sempre ben tracciato, porta infine a costeggiare il versante nord del Piccolo Cauriol, dove si può notare la cura con cui il sentiero era stato costruito. Da qui in breve si giunge poco sotto al Passo Sadole.
Recentemente il gruppo alpini della sezione ANA di Caoria (frazione di Canal San Bovo, nella valle del Vanoi) ha curato un nuovo itinerario che sale direttamente alla cima dal versante sud che passa anche per alcune gallerie scavate dagli italiani ai tempi della grande guerra.

## Storia
Il massiccio è famoso per le tristi vicende belliche che l'hanno visto protagonista durante il primo conflitto mondiale (1915-1918) tra l'esercito italiano e quello austro-ungarico.
Infatti, se gli italiani fossero riusciti ad impossessarsi della cima del monte, avrebbero potuto dominare le retrovie austriache per molti km in profondità con la propria artiglieria, minacciando l’intero settore.
La montagna era presidiata dalle truppe austro-ungariche del tenente Schmilauer e il comando italiano voleva a tutti i costi conquistare tale cima. All'inizio le truppe italiane tentarono di conquistare il monte scalandolo, ma furono massacrati tutti. 
Solamente il 27 agosto 1916, alle 19:50 circa, due plotoni di Alpini, guidati dal sottotenente Attilio Carteri (M.A.V.M) della 65ª compagnia del battaglione alpini di Feltre, anche grazie alla copertura da parte dell'artiglieria da 65mm alpina del tenente Federico Moro, riuscirono a conquistare la vetta, catturando 17 nemici e una grande quantità di armi e materiale bellico. Questo era il quarto tentativo, dopo che gli austro-ungarici avevano respinto tre assalti italiani. Durante la conquista perì eroicamente, assieme a molti altri, lo stesso Carteri.
Dopo la conquista italiana, gli austro-ungarici rinunciarono a riconquistare la vetta, e gli italiani riuscirono quindi a conquistare anche la forcella Sadole, ma non si spinsero oltre lungo la val di Fiemme.
Solamente nell'ottobre 1917 quando vi fu la rotta di Caporetto, gli italiani abbandonarono la cima duramente conquistata, che aveva comportato circa 10000 caduti italiani (si presume altrettanti anche da parte austro-ungarica), sia caduti in azione, ma soprattutto dovuti alla morte bianca.
Nei pressi dell'altipiano del passo Sadole sono visibili alcuni resti degli scontri fra soldati italiani e austro-ungarici.
In seguito ai pesanti bombardamenti la cima della montagna si abbassò di ben 6 metri rispetto all'altezza precedente la guerra.
Monte Cauriòl è anche un canto degli alpini relativo alle vicende della prima guerra mondiale.